# رابرت مک‌فارلین
رابرت کارل مک‌فارلِیْن (انگلیسی: Robert Carl McFarlane؛ ۱۲ ژوئیهٔ ۱۹۳۷ – ۱۲ مهٔ ۲۰۲۲) افسر بازنشسته سپاه تفنگداران دریایی ایالات متحده آمریکا بود که از ۱۹۸۳ تا ۱۹۸۵ مشاور امنیت ملی رئیس‌جمهور ایالات متحده آمریکا رونالد ریگان بود.
او پس از فعالیت در سپاه تفنگداران دریایی آمریکا به دولت ریگان پیوست و از طراحان اصلی ابتکار دفاع استراتژیک به منظور دفاع از آمریکا در برابر حملهٔ موشکی بود. او بعدها درگیر ماجرای مک‌فارلین شد و به خاطر اقداماتش در این پرونده و عدم ارائه اطلاعات به کنگره ایالات متحده به چهار فقره بزه محکوم شد. اما از سوی رئیس‌جمهور جرج اچ. دابلیو. بوش عفو شد.

## اوایل زندگی و تحصیلات
مک‌فارلین پسر ویلیام مک‌فارلین نماینده دمکرات کنگره از تگزاس بود. او در ۱۹۵۵ پس از پایان تحصیلات متوسطه، وارد آکادمی نیروی دریایی آمریکا در آناپولیس شد و در ۱۹۵۹ از آنجا فارغ‌التحصیل شد. مک‌فارلین پس از عمو و برادرش سومین عضو خانواده بود که در این آکادمی تحصیل کرد. او در میان ۱۵ درصد برتر فارغ التحصیلان آکادمی در کلاس خود بود و دو بار به عضویت تیم ژیمناستیک آکادمی نظامی درآمد. مک‌فارلین یک دکترای افتخاری از مؤسسه سیاست جهان در واشینگتن، دی.سی. در سال ۲۰۱۴ دریافت کرد.

## ماجرای ایران کنترا

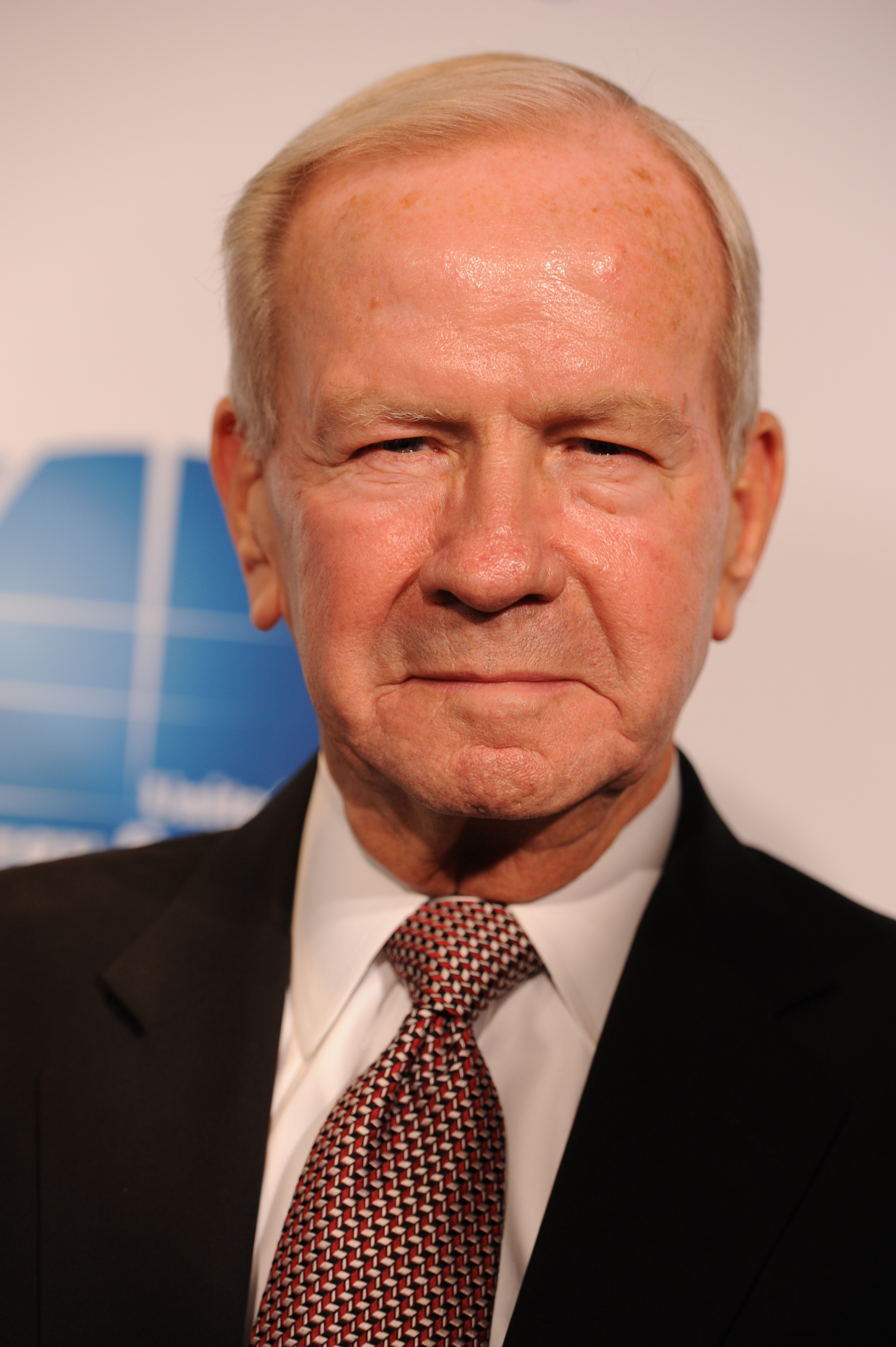
در سال ۲۰۱۱

ماجرای ایران - کنترا فروش مخفیانه اسلحه به ایران و انتقال پول آن برای حمایت از کنتراها در نیکاراگوئه بود. مک‌فارلین به عنوان مشاور امنیت ملی به ریگان اصرار کرد با واسطه‌های ایرانی مذاکره کند. جزئیات این مذاکرات با مدارک مستدل و مصاحبه‌هایی که با افراد دخیل در این مذاکرات شده‌است در مستند و کتاب قمار آمده‌است.
رابرت مک‌فارلین در ۴ دسامبر ۱۹۸۵ استعفا داد. در نوامبر ۱۹۸۶ ماجرای ایران کنترا برملا شد و یک رسوایی سیاسی ایجاد شد. مک‌فارلین که می‌دانست همکارانش از او سوءاستفاده کرده‌اند و دچار افسردگی شده بود در ۲۲ مارس ۱۹۸۷ و پس از گذشت دو سال از ماجرا چند ساعت پیش از جلسه پرسش و پاسخ کمیسیون حقیت‌یاب دولت ایالات متحده برای ماجرای مک‌فارلین با خوردن تعداد زیادی قرص والیوم دست به خودکشی زد. این خودکشی ناموفق بود و وی جان سالم بدر برد.
رابرت مک‌فارلین در ۱۹۸۸ به چهار فقره بزه پنهان نگه داشتن اطلاعات از کنگره ایالات متحده در چارچوب سرپوش‌گذاری بر ایران کنترا اقرار کرد. او به دو سال ممنوعیت و ۲۰۰۰۰ دلار جریمه محکوم شد ولی جرج اچ دابلیو بوش رئیس‌جمهور وقت در شب کریسمس ۱۹۹۲ او را عفو کرد.

## دیگر فعالیت‌ها
مک فارلین از اعضای هیئت مشاوران انستیتو واشنگتن برای سیاست خاور نزدیک بود. او از مشاوران کمپین ریاست جمهوری ۲۰۰۸ جان مک کین بود. او از سال ۲۰۰۹ در جنوب سودان و دارفور بر پروژه‌های توسعه و روابط بین قبیله‌ای کار کرد.

## مرگ
مک فارلین در ۱۲ مه ۲۰۲۲ در بیمارستانی در لنسینگ، میشیگان بر اثر عوارض بیماری ریوی در سن ۸۴ سالگی درگذشت. او در واشینگتن، دی.سی. زندگی می‌کرد. اما در زمان مرگش برای دیدار با خانواده‌اش در میشیگان بود.